# Saint-Eusèbe-en-Champsaur
Pour les articles homonymes, voir Saint-Eusèbe.
Ne doit pas être confondu avec Puy-Saint-Eusèbe.
Saint-Eusèbe-en-Champsaur est une ancienne commune française située dans le département des Hautes-Alpes en région Provence-Alpes-Côte d'Azur.

## Géographie

### Localisation
La commune de Saint-Eusèbe-en-Champsaur se situait dans la partie nord-ouest du Champsaur, au pied du massif du Petit-Chaillol. Elle occupait une haute plaine vallonnée bordée au sud-ouest par le Drac sur 5 kilomètres, et à l'est par la Séveraissette.
Saint-Eusèbe est à 20 kilomètres au nord de Gap et 80 au sud de Grenoble. Le village et ses hameaux sont à l'écart des routes importantes. On n'y accède que par des embranchements de la route départementale 23 reliant Saint-Bonnet-en-Champsaur, le chef-lieu de canton, à 5 km SSE (8 par la route), à Chauffayer, le chef-lieu de la commune nouvelle d'Aubessagne incluant Saint-Eusèbe, à 5 km au nord.

## Toponymie
Le nom de la localité est attesté sous les formes  Eusebius parrochia en 983 et retrouvé dans les archives vaticanes; le document concerné parle d'Eusèbe de Byzance défini comme homme béni de Dieu. Nous retrouvons Ecclesia Sanctii Eusebii en 1179, Sanctus Ausuibius en 1330, puis Sanctus Eusebius en 1340 dans le cartulaire de l'abbaye de Saint-Chaffre.
Sant Eusebi en provençal haut-alpin.

## Histoire
Lors de la Révolution de 1789, la paroisse, devenue commune de Saint-Eusèbe, est brièvement renommée Mont-Eusèbe. 
La commune prend le nom de Saint-Eusèbe-en-Champsaur en 1936. Elle fusionne avec Chauffayer et Les Costes pour former la commune nouvelle d'Aubessagne au 1er janvier 2018.

## Politique et administration
| Période                                  | Période       | Identité       | Étiquette | Qualité       |
| ---------------------------------------- | ------------- | -------------- | --------- | ------------- |
| Les données manquantes sont à compléter. |               |                |           |               |
| mars 2001                                | 2014          | Henri Bes      |           |               |
| mars 2014                                | décembre 2017 | Richard Magnan | DVD       | Fonctionnaire |

## Démographie
L'évolution du nombre d'habitants est connue à travers les recensements de la population effectués dans la commune depuis 1793. Pour les communes de moins de 10 000 habitants, une enquête de recensement portant sur toute la population est réalisée tous les cinq ans, les populations de référence des années intermédiaires étant quant à elles estimées par interpolation ou extrapolation. Pour la commune, le premier recensement exhaustif entrant dans le cadre du nouveau dispositif a été réalisé en 2007.

En 2015, la commune comptait 150 habitants, en évolution de +9,49 % par rapport à 2009 (Hautes-Alpes : +0,4 %, France hors Mayotte : +2,11 %).
| 1793 | 1800 | 1806 | 1821 | 1831 | 1836 | 1841 | 1846 | 1851 |
| ---- | ---- | ---- | ---- | ---- | ---- | ---- | ---- | ---- |
| 509  | 341  | 499  | 529  | 562  | 569  | 556  | 603  | 591  |

| 1856 | 1861 | 1866 | 1872 | 1876 | 1881 | 1886 | 1891 | 1896 |
| ---- | ---- | ---- | ---- | ---- | ---- | ---- | ---- | ---- |
| 585  | 571  | 547  | 506  | 508  | 509  | 521  | 511  | 528  |

| 1901 | 1906 | 1911 | 1921 | 1926 | 1931 | 1936 | 1946 | 1954 |
| ---- | ---- | ---- | ---- | ---- | ---- | ---- | ---- | ---- |
| 532  | 536  | 507  | 472  | 394  | 375  | 314  | 230  | 202  |

| 1962 | 1968 | 1975 | 1982 | 1990 | 1999 | 2006 | 2007 | 2012 |
| ---- | ---- | ---- | ---- | ---- | ---- | ---- | ---- | ---- |
| 172  | 165  | 147  | 142  | 142  | 143  | 138  | 137  | 150  |

| 2015 | - | - | - | - | - | - | - | - |
| ---- | - | - | - | - | - | - | - | - |
| 150  | - | - | - | - | - | - | - | - |

## Lieux et monuments

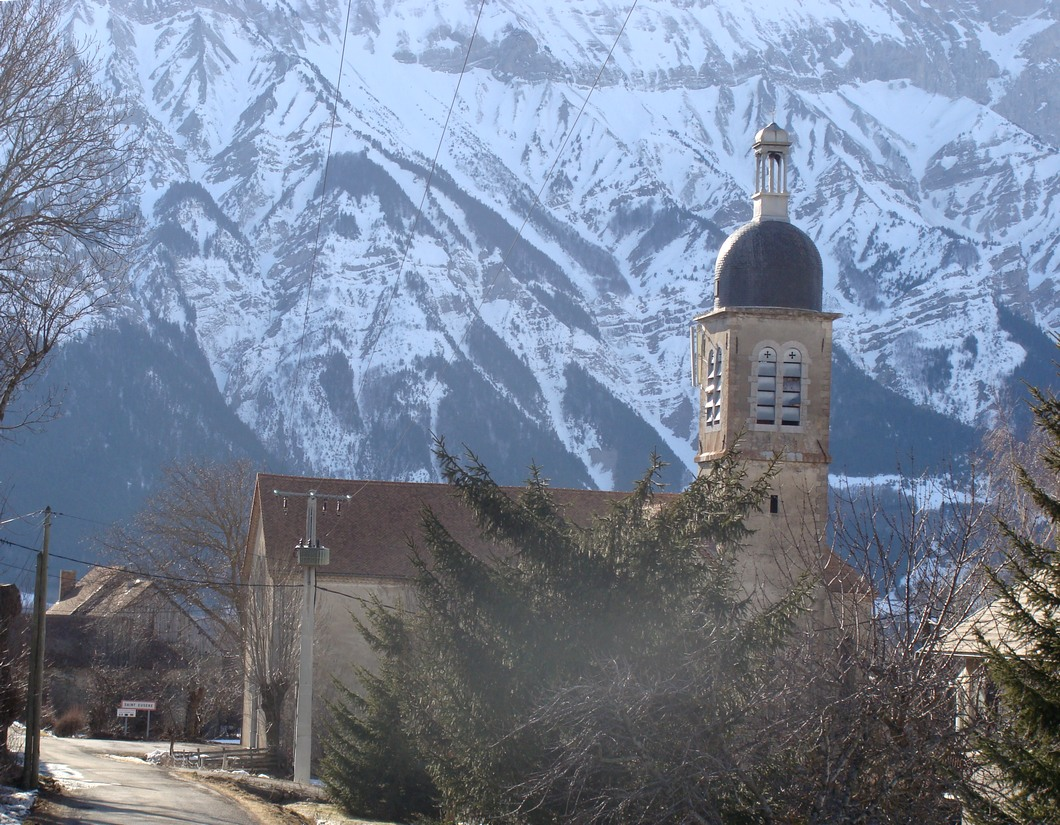

- L'église Saint-Eusèbe, au chef-lieu, renommée pour son curieux clocher à bulbe, unique dans la région.
- Les chapelles du Villardon et de Villard-Saint-Pierre.
- Un curieux oratoire penché proche de la route de Chauffayer.
- Un bloc erratique, dit « Pierre folle », dans les champs au-dessus de Villard-Saint-Pierre.
- Une croix et un point de vue au-dessus du pont de la Guinguette, à côté de Beaurepaire.
- Une falaise d'érosion fluviale sur le versant rive droite de la Séveraissette, sous Villard-Saint-Pierre.